# Таран Павло Олександрович
Павло Олександрович Таран (4 травня 1992, м. Київ, Україна) — український хокеїст, захисник. Триразовий чемпіон України.
Вихованець хокейної школи «Крижинка» (Київ). Виступав за «Білий Барс» (Бровари), «Юніор» (Мінськ), «Беркут» (Київ), ХК «Вітебськ». Наразі виступає за «Тризуб» (Київ).
У складі національної збірної України провів 3 матчі (0+0). У складі молодіжної збірної України учасник чемпіонату світу 2011 (дивізіон I). У складі юніорської збірної України учасник чемпіонату світу 2009 (дивізіон II).
Досягнення
- Бронзовий призер чемпіонату України (2012).